# Chanter Sisters
Le Chanter Sisters, precisamente Irene e Doreen Chanter, erano un duo di vocaliste che hanno accompagnato numerosi artisti di pregio come Elton John, Long John Baldry, Phil Manzanera, Roxy Music, John Miles, Van Morrison, Roger Waters, Meat Loaf e Joe Cocker.
Sporadicamente hanno cantato come soliste, partecipando tra l'altro, nel 1976, al Festival di Sanremo, in qualità di ospiti, ed al Festivalbar.